# آکیوا آریه ویس
آکیوا آریه ویس (انگلیسی: Akiva Aryeh Weiss; ۱۱ دسامبر ۱۸۶۸ – ۲۳ مهٔ ۱۹۴۷) معمار، ساعت‌ساز، جواهر فروش و برنامه‌ریز شهری اهل امپراتوری عثمانی بود.